# Альхесирас (тайфа)
Тайфа Альхесирас (исп. Taifa de Algeciras) — независимое мусульманское государство (тайфа), появившееся в Аль-Андалусе в 1013 году в результате распада Кордовского халифата.
Альхесирас впервые стал отдельным государством в 1013 году, вскоре после начала распада Кордовского халифата — государства, объединявшего все мусульманские территории Пиренейского полуострова. В этом году халиф Сулейман выделил Альхесирас в самостоятельную территориальную единицу и передал её во владение берберской династии Хаммудидов. Вскоре хаммудиды пришли к власти и в Кордове. Формально первым эмиром Альхесираса был Ал-Касим ал-Мамун, позже также ставший халифом (главой Кордовского халифата). Его брат халиф Яхъя аль-Мутали в 1035 году присоединил Альхесирас к тайфе Малага. В 1038 году Альхесирас снова стал самостоятельным, и его эмиром был назначен Мухаммад ибн аль-Касим, сын Ал-Касима. В 1048 году новым эмиром стал Аль-Касим аль-Ватик.
В 1055 году Аль-Мутамид ибн Аббад, эмир Севильи, захватил Альхесирас, и вскоре присоединил его к тайфе Севилья.